# دهستان کرند (گنبد کاووس)
کرند، دهستانی است از توابع بخش داشلی‌برون شهرستان گنبد کاووس در استان گلستان ایران است.

## جمعیت
براساس سرشماری سال ۱۳۸۵ جمعیت این دهستان ۷٬۶۰۷ نفر (۱٬۵۶۷ خانوار) بوده‌است.